# Jughead Jones
Forsythe Pendleton "Jughead" Jones III és un dels personatges de ficció creats per Bob Montana i John L. Goldwater a Archie Comics que va aparèixer per primera vegada a la primera història d'Archie, de Pep Comics núm. 22, publicat el 15 d'octubre de 1941 (amb data de portada desembre de 1941). És el bateria dels Archies i és fill de Forsythe Pendleton Jones II; en una de les primeres tires còmiques de diari d'Archie, s'identifica com a John Jugworth Jones III (i en una tira, probablement a causa d'un error de continuïtat, com Forsythe Van Jones). Té un bobtail blanc anomenat Hot Dog i una germana petita, Forsythia "Jellybean" Jones.
Jughead (abreujat a Jug o Juggie) és el millor amic del vocalista/guitarrista Archie Andrews. Jughead és un estudiant de secundària intel·ligent, de llengua afilada, relaxat i excèntric. Està obsessionat amb menjar menjar i en històries recents se'l defineix com asexual. La majoria el veu com un mandrós. Es pot identificar pel seu nas llarg, els ulls mig tancats, la dessuadora "S" i la gorra (un barret fedora deformat i retallat com una corona). Jughead és interpretat per Cole Sprouse a la sèrie d'imatge real Riverdale de CW i per Mihir Ahuja a The Archies de Netflix.

## Concepte i creació
Bob Montana va declarar que Jughead era un personatge que es va imaginar, a diferència d'altres personatges de la sèrie que es basaven en persones que coneixia. La vídua de Montana, Peg Bertholet, va afirmar que l'amic de secundària de Montana anomenat Skinny Linehan suposadament tenia alguns dels trets peculiars de Jughead. Bertholet ha afirmat que la insígnia "S" fa referència a una ubicació anomenada Skunk Hill a Haverhill, Massachusetts, que Montana va convertir en Squirrel Hill. La "S" al·ludeix a una combinació de la ubicació i l'equip d'atletisme de l'escola primària de Montana a prop de Haverhill anomenat Tigers. Bertholet ha afirmat que "S" significa "'Squirrel Hill Independent Tigers', i no es podria abreujar d'una altra manera".

## Història i caràcter
Jughead generalment té un sentit de l'humor irònic i sarcàstic característic. Se'l considera una mica estrany, però prefereix el seu inconformisme en lloc de seguir els estils dels altres. Les seves múltiples peculiaritats el converteixen en objecte de les burles i els abusos de Reggie, Veronica i fins i tot d'altres companys i professors. Molts episodis impliquen que Reggie i Jughead intenten superar-se mútuament amb bromes i apostes, i Jughead gairebé sempre surt vencedor. Es revela que és extremadament intel·ligent i creatiu quan és necessari i sovint s'aprofita de les debilitats de Reggie i dels seus altres atormentadors (i es diverteix tot el temps).
En còmics antics, un gag recorrent implicava diversos personatges que intentaven descobrir el nom real de Jughead, mentre que Jughead frustrava els seus esforços. En una història, Archie Andrews i Reggie Mantle van a l'oficina de l'escola, on una dona els diu que el nom real de Jughead és Steve. Després que Archie i Reggie deixin l'oficina, els lectors s'assabentaven que la dona era en realitat la tia de Jughead que acabava de mentir com a favor a Jughead per ajudar a mantenir ocult el seu nom real (Forsythe). Algunes de les històries indicaven que l'esment del seu nom feien tornar boges les noies per a ell. Això es va mostrar per primer cop a Jughead nº 159 (agost de 1968). A Little Archie núm. 49 (setembre de 1968), Miss Grundy va revelar el seu veritable nom a l'inici de la classe, i va fer que les noies embogissin. En una història posterior (número 1 de "The Jughead Jones Comics Digest", juny de 1977) descobrim que porta el nom del seu avantpassat, Forsythe P. Jones, que és un heroi estatunidenc. Durant un breu temps, Jughead va començar a utilitzar el seu nom de pila en honor al seu avantpassat. Després de saber que aquest avantpassat es va casar nou vegades, Jughead va tornar al seu sobrenom.
Un altre misteri que segueix el personatge de Jughead és el significat de la "S" de la seva dessuadora. Això segueix sent un misteri fins als nostres dies, tot i que moltes històries han deixat entreveure un significat. A Jughead núm. 30 (1992), quan la seva psiquiatra, Sara, li va preguntar "per què una 'S'?" ell va respondre "No sé! El meu cosí tercer es deia skinny (prim)..." La pancarta triangular de la portada del núm. 140 d' Archie & Friends mostra que la "S" significa Silby, com a Silby High School, a la qual va assistir uns mesos com a estudiant de primer any. En un moment després que el seu jersei es va omplir de forats a causa del que pensava que era una arna quan en realitat va ser un accident químic causat a classe de laboratori, revela que simplement li agrada la lletra S i la troba "compatible", perquè la lletra pot significa "sopa, sandwitch (entrepà), steak (bistec) i tot tipus de llaminadures!" després que els seus amics li preguntin. La Betty posa els ulls en blanc davant l'explicació i afegeix: "S significa "sorry I asked!" (perdó per preguntar!) Una altra teoria és que, com que és un inconformista, porta una "S" a diferència dels seus companys de classe que porten jerseis adornats amb una "R" que significa Riverdale.

### Apetit i amor pel menjar
Jughead és conegut pel seu amor pel menjar, especialment pels entrepans d'hamburgueses, i per la seva capacitat de consumir quantitats absurdament grans en una sola sessió sense emmalaltir o augmentar de pes, tot i que sovint apareix una panxa immediatament després d'un àpat especialment gran. Jughead és un client preferit de la majoria dels establiments d'alimentació de Riverdale, especialment Chock'lit Shoppe de Pop Tate, excepte quan es queda endarrerit en el pagament del seu compte habitualment llarga. En una història, li van donar una "Targeta del club del restaurant" i va menjar fora a restaurants de primera classe fins que va saber quants interessos cobrava la targeta, i Pop Tate li va prestar els diners amb la condició que mengés exclusivament al Chock' Shoppe. La seva capacitat per menjar tants aliments sense augmentar de pes s'atribueix a un metabolisme molt rar i inverosívolment elevat. Una vegada va afirmar que pesava 300 lliures (136 kg) després d'un àpat, tot i que normalment se'l presenta com prim i sa.
Les habilitats especials de Jughead pel que fa als aliments s'estenen a la capacitat d'identificar els aliments en una llauna tancada per l'olor i a ser capaç de detectar els més mínims defectes en la preparació dels aliments pel gust. Com a tal, és un respectat crític gastronòmic, així com un xef gurmet. Una vegada, quan va buscar l'ajuda de Miss Grundy per a la seva escriptura creativa, ella li va suggerir que escrigués sobre un tema que coneixia, donant lloc al "Llibre de cuina de Forsythe P. Jones".
Jughead sovint participa en concursos de menjar, generalment guanyant directament, o bé es veu fàcilment superat després de distraccions còmiques, i sovint amb espai de sobra mentre el competidor es retira malament. En un concurs de menjar a tota la ciutat, es va menjar una hamburguesa colossal formada per setze hamburgueses diferents. Jughead també va establir dos rècords mundials per menjar pizza; un per menjar-se ràpidament una pizza, i un altre per menjar-se el major nombre de pizzes d'una vegada: dotze. La gana de Jughead és tan gran que fins i tot si menja una mica abans d'aquests concursos, no afecta el seu rendiment. Per exemple, una escola secundària rival va enviar una vegada una noia, Jane Dough, a portar Jughead a diversos restaurants i alimentar-lo tant com fos possible. Sorprenentment, Jughead encara va aconseguir guanyar el concurs. Li va explicar a Jane que els millors atletes han d'entrenar constantment per mantenir-se en forma, i ella el va ajudar a "entrenar" per al concurs.
Un gag recurrent mostra en Jughead visitant restaurants que prometen ofertes especials "tot el que puguis menjar", amb el devastat restaurador tancant quan Jughead se'n va.
A causa de la seva coneguda obsessió alimentària, Jughead es veia menjant una hamburguesa a les façanes dels efímers restaurants familiars d'Archie.

### Família i amics
El millor amic de Jughead és Archie Andrews, malgrat la seva diferència de personalitat. Archie va ser la primera persona que Jughead va conèixer en traslladar-se a Riverdale, i sovint es veu arrossegat pels plans i trapelleries d'Archie. Jughead sol ser el primer a rescatar a Archie dels problemes (tot i que de vegades només empitjora les coses). Jughead, extremadament lleial, està disposat a fer gairebé qualsevol cosa per ajudar el seu amic, cosa que Archie de tant en tant dona per fet.
Reggie Mantle és un altre dels amics íntims de Jughead, encara que la seva relació amb Jughead es defineix per la seva constant competència. En Reggie no perd mai l'oportunitat d'insultar en Jughead ("needle-nose" (nas d'agulla) és el seu sobrenom favorit) i Jughead sovint respon amb trucs per agreujar en Reggie. Tot i que sovint sembla que s'odien, i cap dels dos admetrà el contrari, realment es preocupen l'un de l'altre. Jughead fins i tot ajuda en Reggie a escapar de ser ferit quan Moose Mason està enfadat amb ell.
Al costat d'Archie, Betty Cooper sovint llisca en el paper de millor amiga de Jughead als còmics. El seu amor mutu per Archie i l'apreciació pel menjar (ella cuina, ell menja) i la lluita contínua l'un per l'altre han fet de la seva amistat una fortalesa als còmics. Tot i que generalment està desinteressat per les qüestions del cor, Jughead sovint defensa a Betty quan Archie li trenca el cor. En un còmic, Jughead li diu a la Betty que si mai besés a una noia de bon grat, seria a ella.
Jughead i Veronica Lodge estan discutint constantment. La Veronica no suporta els seus enginys d'actitud relaxada, i a Jughead li agrada burlar-se'n i fer-li perdre la calma amb insults intel·ligents. La seva relació seria considerada la de "amics/enemics". Encara que de vegades, li agrada fer-la enfadar perquè de vegades la veu com un esnob egoista indiferent. Una vegada li va dir a la Verònica que estava "boig de passió" per ella i va començar a aparèixer allà on anava, per aparèixer a la seva esquena després que ella el critica públicament. Una vegada es van ajuntar en una obra de teatre de l'escola, que els obligava a fer un petó. A causa de la manera com en Jughead la va besar, es va quedar atrapada en el moment i es va enamorar d'ell durant un temps. Tanmateix, Jughead va aconseguir que l'oblidés amb l'ajuda d'un entrepà d'all i ceba.
La família de Jughead inclou el seu pare, també anomenat Forsythe, la seva mare Gladys, i en còmics posteriors, la seva germana petita Jellybean. També té molts familiars excèntrics, inclòs l'oncle Herman, o "Doc Jones", un inventor una mica pompós, les creacions del qual solen causar estralls a Jughead i/o als seus amics i al seu cosí menor, Souphead. Altres familiars apareixen amb freqüència. Jughead també explica moltes històries dels seus avantpassats, que demostren ser tan interessants com ell. Un episodi de dibuixos animats "Archie" de la dècada de 1970 va presentar els avis paterns de Jughead, tots dos assemblats a Jughead.
En una història, Jughead va afirmar que la seva besàvia era una nativa americana "de la tribu Pawtuxet", malgrat que els Patuxet van ser assassinats el 1622. En una altra història de la mateixa època, va afirmar que el seu besavi era "un esquimal", que era "l'únic policia al nord de Nome... 'Ol' Bluenose Jones' que l'anomenaven!" És probable que cap d'aquestes afirmacions s'hagi de prendre seriosament. En ambdues històries també va utilitzar les seves afirmacions per burlar-se de Veronica, la qual cosa suggereix que els seus comentaris eren pensats com a bromes, ja que Jughead té un historial de burles cap a la Verònica i altres oponents.
A l'univers "Mad Magazine", el doppelgänger paròdic de Jughead rep el sobrenom de Bottleneck (coll d'ampolla). Bottleneck porta un gorro que s'assembla a un coll d'ampolla trencat. El seu millor amic (i també delinqüent juvenil) és Starchie.

### Minisèries
Jughead's Time Police va ser una sèrie que va començar l'any 1990 amb Jughead com a heroi del segle 29 i membre de la Time Police, una organització que s'assegura que la història segueixi sent la mateixa per al futur. En aquesta sèrie, el gorro dona a Jughead la capacitat de viatjar en el temps a través del pensament. Amb el seu supervisor, el mariscal January McAndrews, Jughead repara les pertorbacions del passat. La sèrie es va reiniciar el 2019, amb Jughead construint una màquina del temps per desfer els errors que ha comès, obligant a January McAndrews a intervenir.
Altres sèries derivades inclouen Jughead's Diner el 1990, on va dirigir un restaurant amb un repartiment eclèctic de mecenes; i Jughead's Fantasy, resultat de Jughead's Folly, va durar tres números i va incloure els somnis de Jughead de diversos alter-egos, com ara "Sir Jugalot", "Peter Goon--Private Eye" i "Son of Hercules". Jughead també va aparèixer a Explorers of the Unknown, interpretant a Squint, un temerari artista d'escapament.

## Sexualitat
Jughead és conegut pel seu poc interès per les relacions romàntiques. La filosofia de Jughead sobre les relacions romàntiques, obtinguda en observar els embolics romàntics d'Archie, és que les cites compliquen la vida d'un noi i el priven d'efectiu que es podria utilitzar per comprar hamburgueses. Això sovint atrau les noies en lloc de repel·lir-les. La seva admiradora més ardent és Ethel Muggs, una noia incòmoda però molt amable que persegueix a Jughead a cada oportunitat, malgrat els constants i contundents rebuigs de Jughead. Les històries posteriors van mostrar una disminució de la seva obsessió per ell, i fins i tot van mostrar-la amb altres nois, cosa que sorprenentment va posar gelós a Jughead. Jughead gaudeix en secret de l'atenció, tot i que afirma que només suporta la companyia d'Ethel si ella cuina per a ell. Ha mostrat interès romàntic per ella en rares ocasions, i finalment es va enamorar d'ella a la sèrie Life With Archie: The Married Life on les històries d'"Archie Marries Veronica" van acabar amb el casament de Jughead i Ethel.
El 2016, es va confirmar que l'orientació de Jughead era la d'asexual a les històries de Chip Zdarsky (i més tard Ryan North i Mark Waid) per als còmics de Jughead com a part de la línia New Riverdale. Zdarsky va dir de la seva publicació al llibre que "el proper escriptor podria fer-lo descobrir noies o nois o tots dos i això està totalment bé. Hi ha hagut iteracions de Jughead al llarg de les dècades on s'ha interessat per les noies, així que hi ha espai per jugar si algú hi estés inclinat. Per a mi, però, m'agrada un Jughead asexual". Més tard va tuitejar que veia a Jughead com "un as i probablement demi-romàntic, però per als propòsits dels seus anys d'adolescència, aro". Tant els fans de Riverdale a la comunitat asexual com Cole Sprouse, que interpreta Jughead a Riverdale de The CW, s'han queixat de l'esborrat asexual a la televisió convencional i han expressat el desig de veure l'asexualitat del personatge explorada. Tanmateix, Sprouse va assenyalar més tard que el Jughead Zdarsky creat és l'única versió asexual fins ara. Al mateix temps, va dir que Jughead és aromàtic a les històries clàssiques d'Archie, "una cosa diferent [de l'asexualitat] però també mereix atenció".
Un grup de noies va formar la UGAJ (United Girls Against Jughead) per intentar que s'interessés pel romanticisme, utilitzant mètodes com ordinadors o menjar, tot i que finalment va fracassar.
Durant els seus primers quaranta anys més o menys, Jughead va afirmar sovint que les noies eren menyspreables. Un canvi en les actituds de la societat ha fet que els escriptors i els seguidors posteriors intentin diferents maneres d'explicar-ho, com ara el desamor del passat pel romanç infantil, les males impressions de Veronica i Ethel i, en el reinici del 2015, l'asexualitat. En una història, Jughead declara: "No odio les noies, només m'encanta més el menjar!" A la història "Phood Phobia", Archie i Dilton Doiley descobreixen una capa oculta d'això: resulta que Jughead està realment nerviós al voltant de les noies, i recorre al menjar per a la comoditat. Quan s'enfronta a això, Jughead queda sorprès; descobrir que les noies són la raó per la qual li agrada tant el menjar li fa perdre la gana.
A "A Lass From The Past", escrit per Nate Butler i que es va publicar per primera vegada a Jughead núm. 5 (abril de 1988), Jughead explica que el motiu pel qual no s'interesa per les noies és a causa d'un desamor de la infància, que va patir abans de traslladar-se a Riverdale. El petit Jughead es va fer amic de la Joani i van tenir una relació amorosa juvenil. La família de Jughead es va traslladar a Riverdale i va haver de deixar enrere la Joani. Decidit a no tornar a patir el desamor, va jurar apartar-se de les noies, guardant la foto de la petita Joani a la cartera com a recordatori. Això va canviar quan Debbie es va traslladar a la ciutat (a "Jughead's Journal", escrit per Rod Ollerenshaw i que també va aparèixer per primera vegada a Jughead núm. 5), i Jughead va començar a superar el seu vell desamor quan van començar a sortir. Tanmateix, la Joani de sobte visita la ciutat. Ara, una dona jove, li diu a Jughead que no l'ha oblidat mai i que encara està enamorada d'ell, i comparteixen el seu primer petó. Abans que Jughead decideixi si vol mantenir una relació amb la Joani, ella el deixa, però amb la promesa que tornaran a estar junts. El còmic fins i tot va fer que Jughead digués: "De vegades, la vida és més interessant que les hamburgueses i els batuts". Durant un temps, la Debbie i la Joani van formar un triangle amorós amb Jughead, però als fans no els va agradar, així que les dues noies van desaparèixer i Jughead va tornar al seu estil de vida independent clàssic. Uns anys més tard, va aparèixer una noia anomenada Trula Twyst. Ella tendeix a tornar boig a Jughead amb la seva habilitat per predir els seus propers moviments, i van desenvolupar una relació d'amor-odi.

## Interessos musicals
Jughead era el bateria de The Archies. En una història en quatre parts, que incloïa molts flashbacks de la vida de Jughead, Archie va comentar que la raó per la qual havia escollit aquest instrument era que era massa introvertit per tocar al davant de l'escenari. A més podia guardar menjar a la bateria per alimentar-se mentre tocava.
També ha professat un amor per la música jazz. En un número de Jughead Magazine desenvolupa una obsessió amb un obscur bateria de jazz anomenat "Crazy" Willie Jim. Després de col·leccionar els seus discs, Jughead va conèixer finalment en Jim, ja molt gran, malalt i solitari, tocant a la cantonada del carrer. Jughead va guanyar-se la confiança d'en Jim i es van fer amics ràpidament. Jim fins i tot va tocar amb The Archies en un dels seus concerts. Jim va morir poc després, així que Jughead es va asseure amb els amics de Jim a la cantonada per tocar una darrera versió de lament de "St. James Infirmary Blues".

## Hot Dog
Hot Dog és un gos de pèl llarg que s'assembla a un bobtail blanc. Normalment pertany a Jughead, però quan va aparèixer per primer cop, a Pep Comics núm. 224 (desembre de 1968), pertanyia a Archie. Hot Dog va canviar de propietari amb freqüència en les seves primeres aparicions, però finalment se li va donar una llar permanent amb Jughead.
Hot Dog normalment pensa com un humà i els seus pensaments es presenten en bombolles de pensament. És mandrós, té gana constantment i, com a Jughead, no li agrada en Reggie Mantle.
Hot Dog sol ser considerat un membre més de la colla de l'Archie. Acostuma a sentir-se atret pels gossos de pedigrí de Veronica Lodge, i fins i tot va tenir una camada de cadells amb un d'ells, un caniche anomenat Lucrècia, per a disgust de Veronica. A la sèrie Sabrina the Teenage Witch dels anys 70, Hot Dog té un acompanyant, Chili Dog, més petit i pèl-roig. Un gag recurrent és la "batalla" dels dos gossos amb el gat de Sabrina, Salem Saberhagen. A la sèrie limitada que té lloc en un univers alternatiu Jughead's Pal, Hot Dog, quan la família de Jughead s'oposa a que Hot Dog visqui a l'interior perquè està cobert de brutícia, Dilton Doiley li construeix una caseta plena d'invents capritxosos. El company de Hot Dog en aquesta sèrie de curta durada és un chihuahua anomenat Pablito.

### En altres mitjans

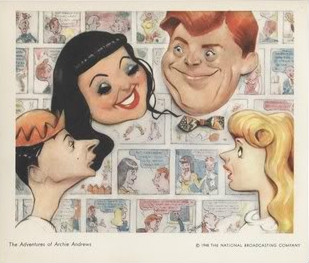
Imatge promocional d'Archie Andrews i el repartiment de The Adventures of Archie Andrews, com part de la promoció de NBC Parade of Stars.

A la sèrie d'animació de Filmation The Archie Show, Hot Dog és la mascota del grup The Archies i sovint apareix fingint "dirigir" la banda.
Hot Dog apareix a Archie's Weird Mysteries, una vegada més com el gos de Jughead. En aquesta continuïtat, però, es mostra que Jughead té diverses mascotes, de manera que no se'l veu gaire sovint. De vegades, Hot Dog es veu afectat pels fets surrealistes que afecten Riverdale. Per exemple, a l'episodi "Twisted Youth", es transforma de nou en un cadell com a resultat de beure una mica d'aigua que provoca la inversió de l'edat.

## En altres mitjans

### Ràdio
Els personatges de Montana es van escoltar a la ràdio a principis dels anys quaranta. Archie Andrews va començar a la NBC Blue Network el 31 de maig de 1943, va canviar a Mutual el 1944 i després va continuar a la ràdio NBC des de 1945 fins al 5 de setembre de 1953. El locutor original del programa va ser Kenneth Banghart, posteriorment succeït per Bob Shepard (durant la temporada 1947–48, quan Swift and Company patrocinava el programa) i Dick Dudley. Jughead va ser interpretat per Hal Stone, Cameron Andrews i més tard per Arnold Stang. Stone més tard va escriure sobre la seva carrera a la ràdio a la seva autobiografia, Relax... Archie! Re-laxx! (Bygone Days Press, 2003).

### Televisió

#### Animació
- Jughead va aparèixer a The Archie Show, una sèrie animada de 1968 produïda per Filmation. També va aparèixer en les diferents sèries derivades produïdes en el mateix format. Va ser interpretat per Howard Morris.
- Jughead va aparèixer al vídeo animat de "Sugar, Sugar", de The Archies, com a bateria de la banda.
- Jughead va aparèixer en un segment animat de Filmation per a Barri Sèsam destacant la lletra J.
- Un programa de curta durada dels anys 70, Archie's TV Funnies, va incloure altres personatges de còmics, com Broom-Hilda i Smokey Stover. Archie va presentar cada curt educatiu, com una lliçó sobre la importància del bany de Nancy i Sluggo.
- Un altre espectacle, The U.S. of Archie, representava Archie i la colla com ells mateixos en diferents èpoques històriques. L'objectiu era ensenyar història.
- Jughead va aparèixer a The New Archies, una reimaginació de 1987 d'Archie i la colla. Jughead va ser retratat com un preadolescent a la secundària. Michael Fantini li va donar la veu.
- Jughead va aparèixer a Archie's Weird Mysteries, amb la veu de Chris Lundquist.
- A Els Simpson, Jughead, Moose, Archie i Reggie van fer un cameo colpejant Homer Simpson a l'episodi "Sideshow Bob Roberts" de la sisena temporada.

#### Imatge real

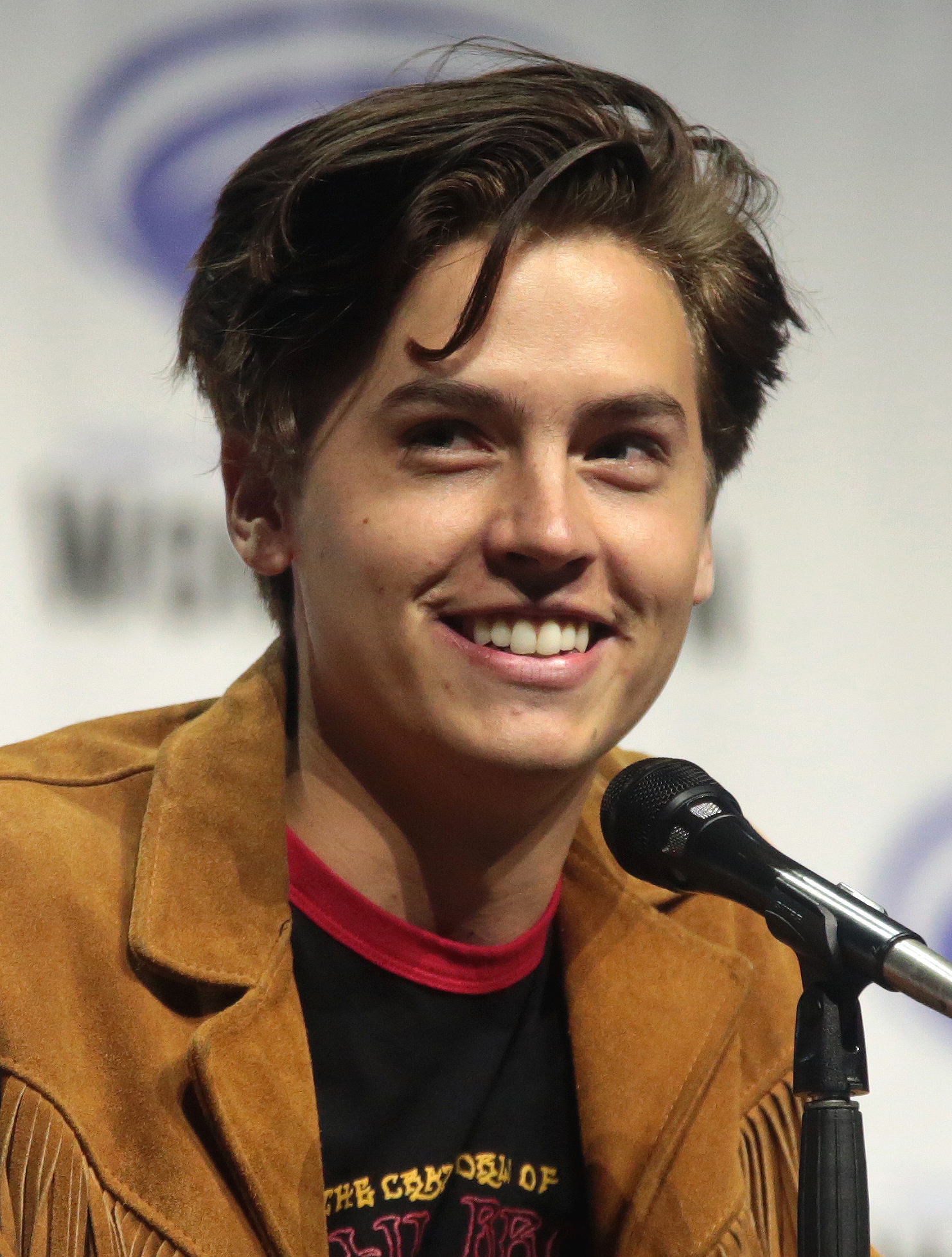
Cole Sprouse interpreta Jughead a Riverdale.

- Derrel Maury[30] va interpretar a Jughead a "Archie", un episodi de 1976 de l'ABC Saturday Comedy Special; aquest pretenia ser el pilot d'una nova sèrie, que mai es va materialitzar.[31] Va repetir aquest paper a la pel·lícula de televisió de 1978 The Archie Situation Comedy Musical Variety Show.[32]
- Jughead apareix a Archie: To Riverdale and Back Again, una pel·lícula de televisió de 1990 que es va emetre per NBC, interpretada per Sam Whipple. Ambientada quinze anys després de la seva graduació a l'escola secundària, la pel·lícula representa a Jughead com un psiquiatre propietari d'una consulta privada d'èxit fora de Riverdale.[33] També està divorciat i està criant el seu fill petit Jordon pel seu compte, a qui Archie es refereix en broma com Jughead Junior.
- Jughead apareix a Sgt. Kabukiman NYPD, una pel·lícula paròdica de superherois de 1990 creada per Troma Entertainment, interpretat per Brick Bronsky.
- Jughead és un personatge principal de Riverdale, una sèrie dramàtica de The CW, on és interpretat per Cole Sprouse. Aquesta versió de Jughead és notablement diferent del personatge del còmic, mostra un comportament més fosc, amb més mal humor i no està massa obsessionat amb el menjar, menjant normalment com la majoria de la gent. A l'espectacle, Jughead porta un barret de punt gris fosc normal amb puntes i agulles, però apareix en una seqüència de somnis amb la seva distintiva gorra de corona i una dessuadora "S". La seva mare i la seva germana són esmentades però absents (fins a la temporada 3), havent marxat a Toledo a causa de la beguda del seu pare. El seu pare, FP, és el líder dels Southside Serpents, i Jughead, que decideix no viure amb ell, no té llar. A la final de la primera temporada, els Serpents ofereixen a Jughead una de les seves jaquetes, convertint-lo essencialment en un membre honorari. A la segona temporada, se sotmet a una iniciació que inclou una pallissa brutal per convertir-se en membre de ple dret. Amb el temps, es converteix en un líder de facto dels adolescents de la colla, i al final de la segona temporada, després d'intentar salvar els Serpents d'una baralla amb una colla rival que els supera enormement en comerciar-se, FP es retira i el nomena a ell com a successor.